# Отакар Гостинський
Отакар Гостинський (чеськ. Otakar Hostinský; 2 січня 1847, Прага — 19 січня 1910, Прага) — чеський історик, музикознавець та мистецтвознавець, публіцист. Він став відомим переважно через його підтримку композитора Бедржиха Сметани (Bedřich Smetana) та його Чеської естетичної теорії, яка захопила провідних діячів чеської культури — таких як Зденека Неєдли, Отакара Зиха та Владимира Гелферта.  

## Життєпис
Походив з родини керуючого цукровим заводом. Народився у Празі в 1847 році. Закінчив у 1865 році гімназію в Новому Місті у Празі, навчався в Празькому університеті, а потім Мюнхені. У 1869 році він захистив докторську дисертацію з філософії.
Гостинський з 1874 до 1876 року був наставником в шляхетських родинах Австрії, Німеччині та Італії. З 1877 року він читав лекції — естетику та історію мистецтв в Академії мистецтв і Празькій консерваторії. Писав численні статті для журналів «Далібор», «Губернські листи», «Світло», «Квіти», «Народні листи».
У 1883 році стає членом Чеського товариства наук та професором Карлового університету. У 1892 році призначається ординарним професором з естетики. У 1902 році — дійсний член Чеської академії наук і мистецтв. Помер у 1910 році в Празі.

## Творчість
Естетичні погляди Отакара Гостинського виражені в його працях: «Про художній реалізм» (1890 рік), «Про соціалізацію мистецтва» (1903 рік), збірках статей «Мистецтво і суспільство» (1907 рік), які вплинули на розвиток чеської літератури.
Основним завданням естетики Гостинський вважав вивчення конкретних творів мистецтва, закликав до зближення естетики з художньою практикою, виступав за реалізм. Головними вимогами до мистецтва, на думку Гостинського, повинні бути правдивість, народність і національна своєрідність.
Проблемам літератури присвячені статті «Кілька слів про чеську просодію» (1870 рік), «Епос і драма» (1881 рік).